# Hirschbergen-Tunnel
Der Hirschbergen-Tunnel, auch Schwarzenbergischer Schwemmkanaltunnel (tschechisch Tunel Schwarzenberského kanálu) ist ein ehemaliger Schwemmtunnel des Schwarzenbergischen Schwemmkanals im Böhmerwald, Tschechien. Das einzigartige Bauwerk ist als Technisches Denkmal geschützt. Es liegt auf dem Gebiet der Gemeinde Nová Pec (Neuofen).

## Geographie

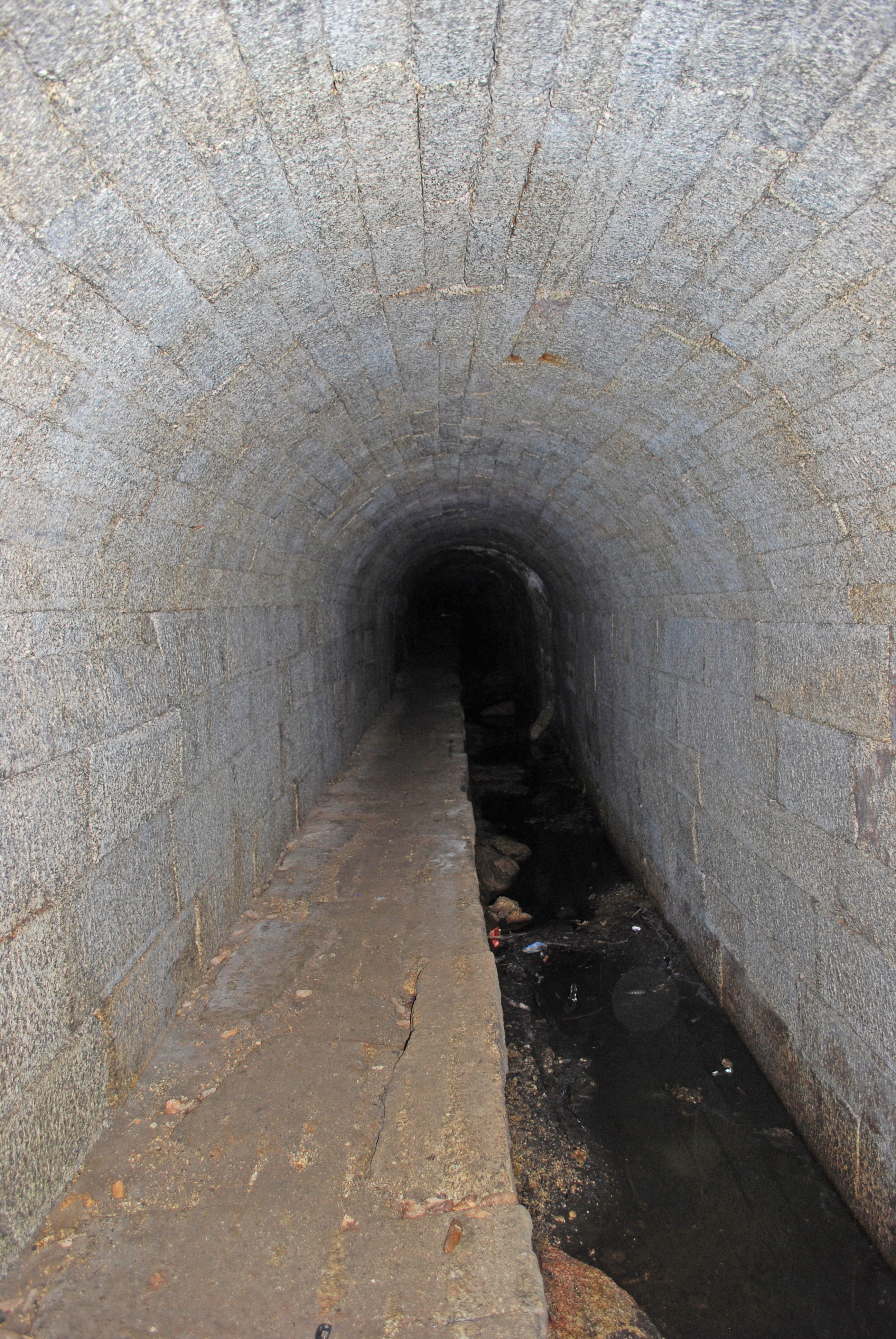
Innenansicht

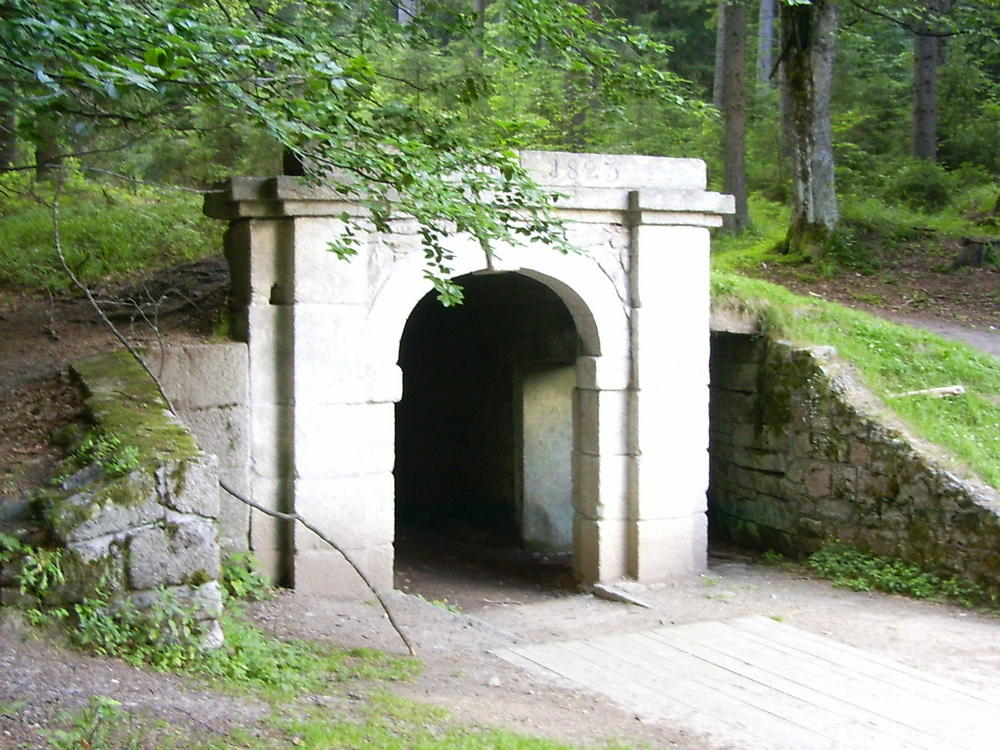
Auslaufportal

Der Tunnel befindet sich nördlich der Ortschaft Jelení (Hirschbergen) und durchörtert den Sattel zwischen den Bergen Plešivec (Flößberg, 977 m n.m.) und Jelenská hora (Hirschberg, 1068 m n.m.).

## Geschichte
Der Hirschbergen-Tunnel wurde von 1821 bis 1823 im Zuge der Erweiterung des Schwarzenbergischen Schwemmkanals als Teil des Neuen Kanals zwischen dem Lichtwasser und der Hirschbachriese errichtet. Die Pläne dazu stammten vom 1804 verstorbenen Erbauer des Kanals, Joseph Rosenauer. Die Bauausführung erfolgte unter der Leitung des Direktors der Fürstlich Schwarzenbergischen Herrschaften, Ernest Mayer, durch die Ingenieure Falta und Kraus. 1823 war der Durchbruch des 221 Klafter (419 m) langen Tunnels mit einer Breite von 2,6 Metern und einer Höhe von 3,7 Metern, gemessen vom Kanalboden, vollendet. Um Beschädigungen durch Wanderer zu verhindern, aber auch um dem Werk ein gefälligeres Aussehen zu verschaffen, erhielt der Tunnel zwei gemauerte Portale. Aus dem Auslaufportal stürzte das Wasser mit dem Schwemmholz auf einer 286,6 m langen Riese mit einem maximalen Gefälle von 90 ‰ in Jelení (Hirschbergen) in den Alten Kanal.
Nachdem in der zweiten Hälfte des 19. Jahrhunderts der Brennholzbedarf im Zuge der zunehmenden Verwendung von Kohle gesunken war, erfolgte ein Umbau des böhmischen Teils des Kanals für die Flößerei von Stammholz. Dazu wurde im Jahre 1896 der stark gekrümmte Tunnelabschnitt vor dem Einlaufportal durch einen Geländeeinschnitt mit größerem Krümmungsradius ersetzt und der Tunneleingang um 23 Meter zurückversetzt. Damit beträgt die aktuelle Länge nur mehr 396,5 Schrägmeter. Auch das mit neogotischen Schmuckelementen versehene Einlaufportal wurde am neuen Standort wieder errichtet, allerdings nunmehr ohne den getrennten Eingang für den Treppelweg. Nach Beseitigung aller weiteren engen Kanalkrümmungen war es ab etwa 1900 möglich, vom Lichtwasserbach weg 19 Meter lange, ab dem Neuofener Bach sogar 23 Meter lange Holzstämme bis zum Hefenkriegbach und weiter zur Moldau zu schwemmen. Der Abtransport der Holzstämme erfolgte ab Salnau meist mit der Bahn.
Mit Errichtung des Eisernen Vorhangs und der Grenzbefestigungen der Tschechoslowakei im Kalten Krieg lag das Bauwerk in der Grenzzone; mit Ausnahme der Zeit zwischen 1965 und 1974 war es nicht öffentlich zugänglich. Der tschechische Teil des Schwemmkanals zwischen dem Lichtwasserbach und der Moldau bei Salnau war noch bis 1961 in Benützung.
Im Dezember 1965 wurden im Tunnel 185 Mopsfledermäuse gezählt. In den Folgejahren stürzte der Tunnel teilweise ein. 1980 wurde das untere Tunnelportal renoviert. Anlässlich des 200. Jubiläums des Baubeginns am Kanal wurde der Hirschbergen-Tunnel in den Jahren 1989–1991 restauriert. Der Tunnel ist zum Schutz der Fledermäuse im Nationalpark und aus Sicherheitsgründen nur auf kurzen Stücken an den Portalen zugänglich.

## Beschreibung
Zu dem mit zwei Ecktürmchen, fünf Zinnen, zwei Schlüsselscharten und einem Spitzbogen verzierten steinernen Einlaufportal führt ein gekrümmter tiefer Geländeeinschnitt, der ursprünglich auch Teil des Tunnels war. Bei der Restaurierung wurde das Portal wieder in seinen Urzustand von 1896 versetzt. Bei einer früheren Instandsetzung des Portals war vor 1930 die Anzahl der Zinnen auf drei reduziert worden.
Der linksseitig neben der am oberen Abschnitt ca. 1,25 Meter breiten zumeist ausgemauerten Schwemmrinne führende Treppelweg ist maximal einen Meter breit. Die Firsthöhe beträgt hier zwei Meter. Nach acht Metern ist der Tunnel mit einem Stahlgittertor versperrt. Auf den ersten 25 Metern ist der Tunnel mit Granit ausgekleidet.
Der durch eine zinnengekrönte Mauer umschlossene Ausbruchsschacht II befindet sich 100,8 m unterhalb des Eingangsportals. Er ist bis zur Kanalsohle acht Klafter (15,2 m) tief und durch einen Gitterrost gesichert. In einen Stein am Übergang der Tunnelfirste zum Schacht ist der Name „Falta“ eingemeißelt. 100 Meter unterhalb des Schachtes ist in der Tunnelwand ein Granitquader mit der Jahreszahl „1877“ eingebracht.
Der ebenfalls mit Mauer und Rost überspannte Ausbruchsschacht I liegt 172,8 Meter unterhalb des Ausbruchsschachtes II; drei seiner Wände bestehen seit der Reparatur aus Spritzbeton und eine Wand aus Granitquadern. Seine Tiefe beträgt bis zur Kanalsohle sieben Klafter (13,3 m).
Der nachfolgende, wieder mit Granit ausgekleidete Tunnelabschnitt besitzt eine Breite von 2,2 Metern und hat über der Abdeckung der 0,90 Meter tiefen Schwemmrinne eine Firsthöhe von ca. zweieinhalb Metern.
122,8 Meter unterhalb des Ausbruchsschachtes I liegt in 895 m n.m. das Auslaufportal mit der Inschrift „Im Iahre 1823“. Hinter dem Portal befindet sich im Tunnelinnern ein eingemeißeltes Schwarzenbergisches Wappen mit Fürstenkrone und den Zeichen „18 JA 38“ (Johann Adolf). 14 Meter oberhalb des Portals ist der Tunnel durch ein Eisengitter versperrt.
Die in älterer Literatur angegebene Länge von 389 Metern wurde 1991 durch eine von österreichischen Höhlenforschern unter der Leitung von Erhard Fritsch vorgenommene Nachmessung auf 396,4 Meter korrigiert. Der Höhenunterschied zwischen Ein- und Ausfluss beträgt 6,68 m, damit besteht im Tunnel ein Gefälle von 17 ‰. Neben der heute fast trockenen Schwemmrinne führt ein Treppelweg durch den Tunnel.